# یوانا اشتپکوفسکا
یوانا اشتپکوفسکا (لهستانی: Joanna Szczepkowska؛ زادهٔ ۱ مهٔ ۱۹۵۳) بازیگر اهل لهستان است.
از فیلم‌ها یا برنامه‌های تلویزیونی که وی در آن نقش داشته‌است، می‌توان به مادر پادشاهان، پیت‌بول، دریاچه کنستانس، چهل‌ساله، یک امر زنانه، ناپلئون، وقایع‌نگاری رخدادهایی عاشقانه و ده فرمان ۳ اشاره کرد.